# 프세볼로트 1세

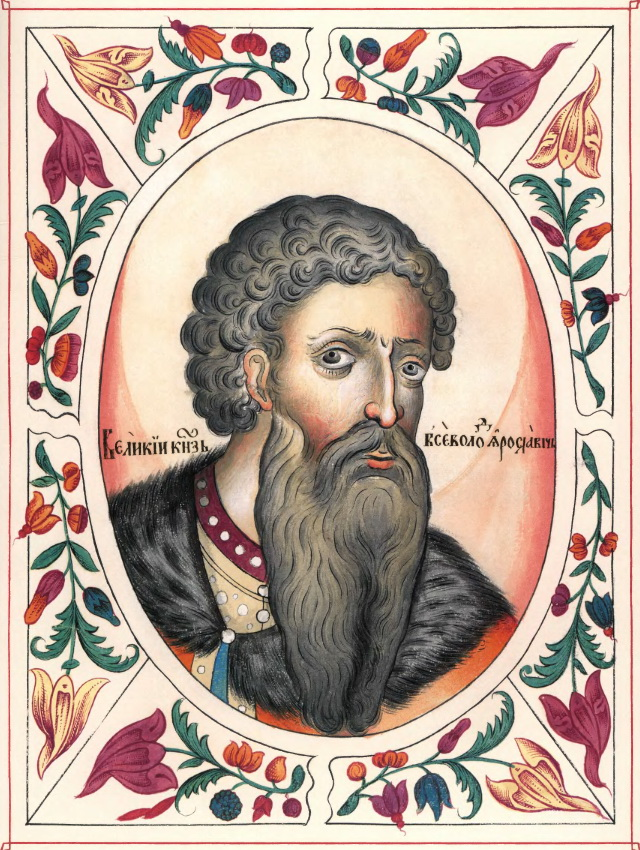
프세볼로트 1세

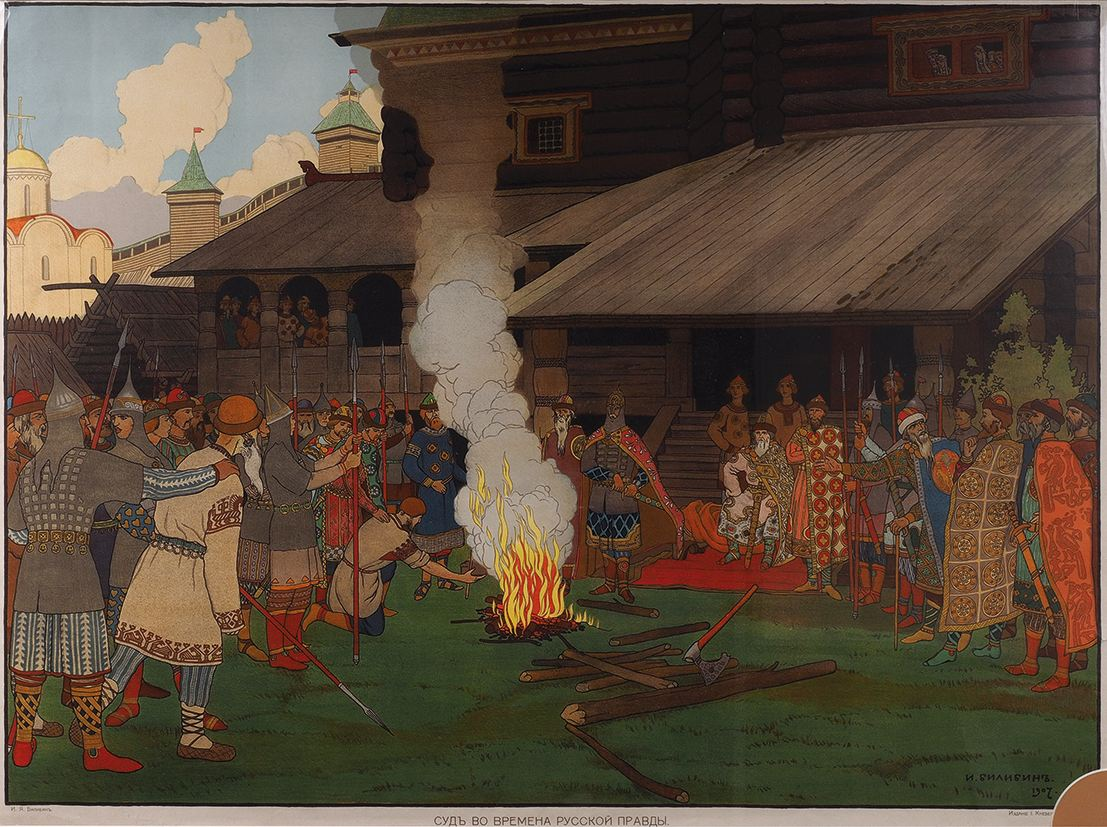
프세볼로트 1세 시대의 키예프 궁정

프세볼로트 1세(러시아어: Всеволод I Ярославич 프세볼로트 야로슬라비치[*], 1030년 ~ 1093년 4월 13일)는 키예프 대공국의 대공(재위: 1078년 ~ 1093년)이다. 류리크 왕조 출신이다.

## 생애
야로슬라프 1세 대공의 아들로 태어났다. 그의 어머니는 스웨덴의 올로프 솃코눙 국왕의 딸인 잉에예르드 올로프스도테르(Ingegerd Olofsdotter)이다.
야로슬라프 1세 대공이 사망한 이후에는 자신의 형인 이자슬라프 1세, 스뱌토슬라프 2세와 함께 동일한 권리를 갖는 범위 안에서 키예프 공국을 지배했다. 1054년부터 1073년까지 페레야슬라우(페레야슬라우흐멜니츠키) 공작, 1073년부터 1078년까지 체르니히우 공작을 역임했다.
1078년 자신의 형인 이자슬라프 1세 대공이 사망하면서 키예프 대공으로 즉위했다. 블라디미르 모노마흐가 쓴 자서전에 따르면 프세볼로트 1세는 생전에 5개의 언어를 구사했다고 한다.
1093년 4월 13일에 사망했으며 그의 시신은 키예프의 스뱌토고소피아 대성당에 안치되었다.
| 전임 스뱌토슬라프 2세 | 키예프 대공 1078년 ~ 1093년 | 후임 스뱌토폴크 2세 |